# Georgskirche (Zavelstein)

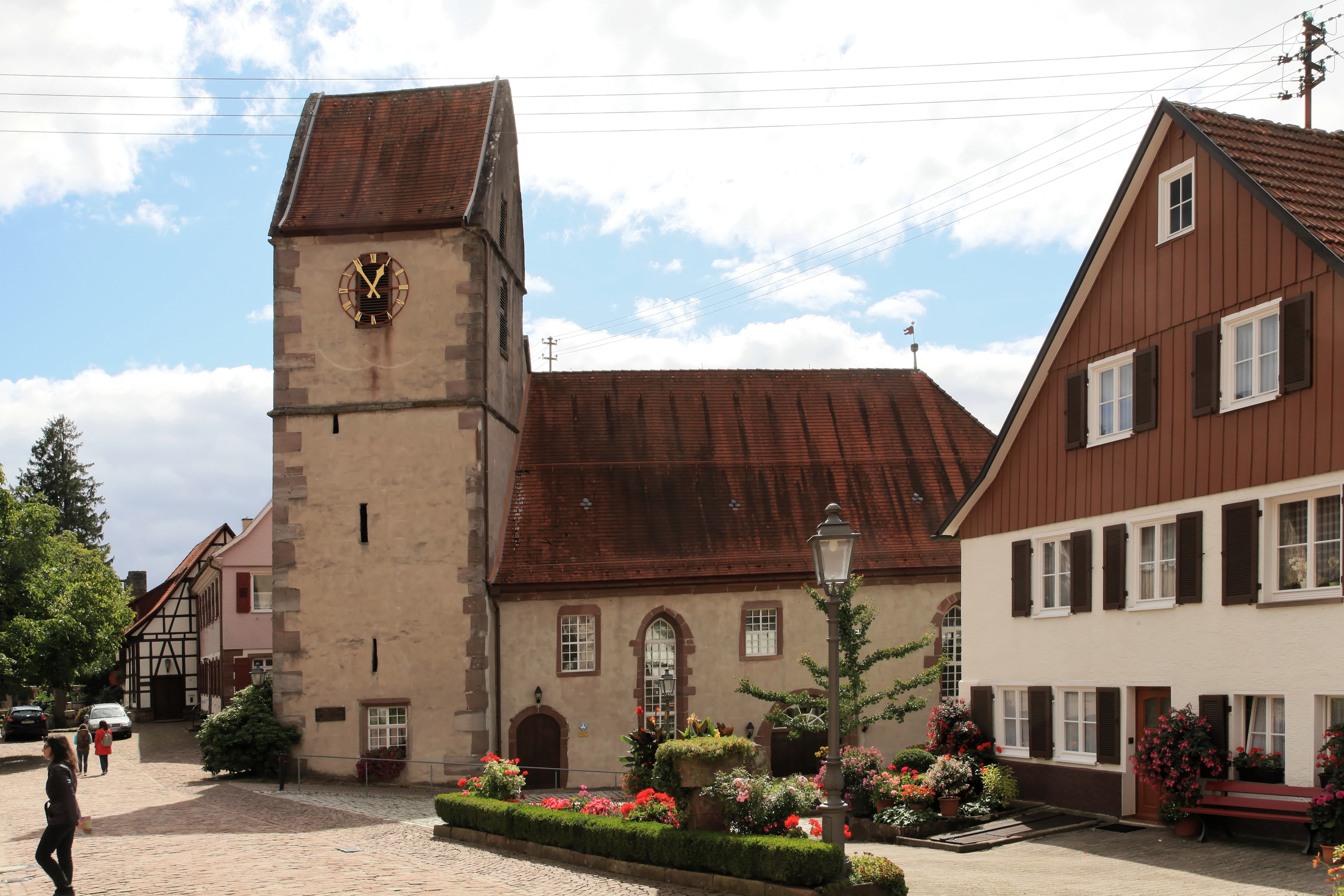
Georgskirche in Zavelstein

Die evangelische Georgskirche ist die Stadtkirche von Zavelstein, einem Ortsteil von Bad Teinach-Zavelstein im Landkreis Calw in Baden-Württemberg. Das Bauwerk ist beim Landesamt für Denkmalpflege Baden-Württemberg als Baudenkmal eingetragen. Die Kirchengemeinde gehört zum Kirchenbezirk Calw-Nagold der Evangelischen Landeskirche in Württemberg.

## Beschreibung
Eine Kapelle wurde erstmalig 1379 erwähnt. Die Saalkirche erhielt 1578 ihre heutigen Ausmaße. Sie besteht aus einem Langhaus, das an den Längsseiten Emporen hat, einem leicht abgeknickten Chor im Osten und einem Chorflankenturm, dem Chorturm des Vorgängerbaus, an der Nordwand des Chors, der mit einem Satteldach bedeckt ist. Sein oberstes Geschoss beherbergt die Turmuhr und den Glockenstuhl. Sein Erdgeschoss, in dem sich ursprünglich den Chor des Vorgängerbaus befand, ist innen mit einem Tonnengewölbe versehen. Die Innenräume des Langhauses und des Chors sind mit Kassettendecken überspannt.